# Glass Houses
Glass Houses je sedmi studijski album ameriškega kantavtorja Billyja Joela, ki je izšel 10. marca 1980. Album vsebuje skladbo »It's Still Rock and Roll to Me«, ki je prva Joelova skladba, ki je dosegla 1. mesto na Billboardovi lestvici pop singlov. Album je dosegel vrh lestvice pop albumov in je tam ostal šest tednov, konec leta 1980 pa je dočakal na 4. mestu lestvice. Album je 41. najbolje prodajani album 80. let. Samo v ZDA je bilo prodanih okoli 7.1 izvodov albuma. Leta 1981 je Joel osvojil Grammyja za najboljšo moško vokalno rock izvedbo za svoje delo na tem albumu. Glasbeni kritik Stephen Thomas Erlewine je dejal, da album predstavlja težji zvok kot na ostalih Joelovih albumih v odgovor punku in new wave-ju.

## Ozadje
Glass Houses je bil tretji Joelov album, ki ga je produciral Phil Ramone.
Album ima precej trši zvok kot prejšnji albumi. Na ovitku je fotografija, kjer je Joel prikazan kako bo vrgel kamen v stekleno hišo.
Leta 2004 je novinar in kritik Chuck Klosterman pohvalil album v eseju »Every Dog Must Have His Every Day, Every Drunk Must Have His Drink« iz svoje knjige Sex, Drugs, and Cocoa Puffs (naslov eseja je vrstica iz Joelove skladbe »Don't Ask Me Why«). Klosterman je v glavnem hvalil nekaj obskurnih skladb z albuma, med drugim skladbe »All for Leyna«, »I Don't Want to Be Alone«, »Sleeping with the Television On« in »Close to The Borderline«.

## Seznam skladb
Vse skladbe je napisal Billy Joel.
| Stran 1 | Stran 1                          | Stran 1 |
| Št.     | Naslov                           | Dolžina |
| ------- | -------------------------------- | ------- |
| 1.      | „You May Be Right‟               | 4:15    |
| 2.      | „Sometimes a Fantasy‟            | 3:40    |
| 3.      | „Don't Ask Me Why‟               | 2:59    |
| 4.      | „It's Still Rock and Roll to Me‟ | 2:57    |
| 5.      | „All for Leyna‟                  | 4:15    |

| Stran 2         | Stran 2                           | Stran 2 |
| Št.             | Naslov                            | Dolžina |
| --------------- | --------------------------------- | ------- |
| 1.              | „I Don't Want to Be Alone‟        | 3:57    |
| 2.              | „Sleeping with the Television On‟ | 3:02    |
| 3.              | „C'était Toi (You Were the One)‟  | 3:25    |
| 4.              | „Close to the Borderline‟         | 3:47    |
| 5.              | „Through the Long Night‟          | 2:43    |
| Skupna dolžina: | Skupna dolžina:                   | 35:06   |

## Osebje

### Zasedba
- Billy Joel – akustični klavir, sintetizatorji, orglice, električni klavirji, harmonika, vokal
- Doug Stegmeyer – bas kitara
- Liberty DeVitto – bobni, tolkala
- Richie Cannata – saksofon, orgle, flavta
- David Brown – električna solo kitara, akustična solo kitara
- Russell Javors – akustična ritem kitara, električna ritem kitara

### Produkcija
- Producent: Phil Ramone
- Inženir: Jim Boyer
- Asistent: Bradshaw Leigh
- Masterizacija: Ted Jensen
- Fotografija: Jim Houghton

## Lestvice
| Lestvica (1980)                 | Najvišja uvrstitev |
| ------------------------------- | ------------------ |
| Avstralija (Kent Music Report)  | 2                  |
| Avstrija                        | 4                  |
| Francija (SNEP)                 | 21                 |
| Japonska (Oricon)               | 6                  |
| Kanada (RPM)                    | 1                  |
| Nizozemska (MegaCharts)         | 20                 |
| Norveška (VG-lista)             | 2                  |
| Nova Zelandija                  | 6                  |
| Španija                         | 27                 |
| Švedska                         | 6                  |
| Švica                           | 16                 |
| Zahodna Nemčija (Media Control) | 24                 |
| ZDA (Billboard 200)             | 1                  |
| Združeno kraljestvo             | 9                  |

| Lestvica (1980)          | Mesto |
| ------------------------ | ----- |
| Avstralija               | 2     |
| Avstrija                 | 17    |
| Francija                 | 91    |
| Japonska                 | 21    |
| Kanada                   | 2     |
| Norveška (Vår Period)    | 2     |
| Nova Zelandija           | 20    |
| ZDA (Billboard 200)      | 4     |
| Združeno kraljestvo      | 63    |
| Lestvica (1981)          | Mesto |
| Kanada                   | 94    |
| ZDA (Billboard Year-End) | 64    |

### Certifikati
| Regija                    | Certifikat   | Prodaja   |
| ------------------------- | ------------ | --------- |
| Hongkong (IFPI Hong Kong) | Zlat         | 7,500     |
| Japonska (RIAJ)           |              | 317,000   |
| Kanada (Music Canada)     | 5x platinast | 350,000   |
| ZDA (RIAA)                | 7x platinast | 7,000,000 |
| Združeno kraljestvo (BPI) | Zlat         | 100,000   |